# Internet Watch Foundation
O Internet Watch Foundation é um site do Reino Unido que procura e remove conteúdo sexual infantil da internet.